# Grab
Grab (рус. Снимок экрана) — служебная утилита от Apple для macOS, предназначенная для снятия скриншотов. Позволяет создавать скриншоты выделенной области, отдельного окна или всего экрана (с задержкой или без). Grab также работает в ОС — предшественницах macOS — NeXTStep и OPENSTEP.
Подобная схема снятия снимков экрана реализована и в других операционных системах. Например в Linux графическая среда GNOME предоставляет аналогичную программу gnome-screenshot, а в KDE имеется KSnapshot.

## Особенности работы в macOS
В macOS эта утилита находится в папке:
- англ.  /Applications/Utilities/
- рус.  /Программы/Служебные программы/

Также Grab можно запустить из меню Finder объекта, в подменю Services->Grab. По умолчанию Grab сохраняет скриншоты в формате TIFF, но при желании из Preview можно конвертировать их в другие форматы.
Начиная с Mac OS X 10.4, Preview имеет подменю File->Grab, с помощью которого возможно вызвать функции Grab. В macOS также можно, не открывая программы, сохранить скриншот на Рабочий стол в формате .pdf (в ранних версиях macOS) или в формате .png (позднейшие версии) с помощью сочетания клавиш (если не открыт DVD Player).

## Сочетания клавиш
| Action                                      | Shortcut |
| ------------------------------------------- | --- |
| Скриншот всего Рабочего стола               | ⌘-⇧ Shift-3 (зажмите ctrl для сохранения в буфер обмена) |
| Скриншот выделенного участка Рабочего стола | ⌘-⇧ Shift-4, затем выделите мышь нужный участок. Для отмены нажмите Escape.                                                                                                 |
| Скриншот окна, меню или Dock.               | ⌘-⇧ Shift-4, затем нажмите «пробел». Щёлкните на объекте, который нужно «сфотографировать». Для выбора другого объекта нажмите «пробел» ещё раз. Для отмены нажмите Escape. |